# کی. ام. پیتون
کاتلین وندی هرالد پیتون MBE (انگلیسی: Kathleen Wendy Herald Peyton؛ زادهٔ ۲ اوت ۱۹۲۹)؛ که عمدتاً با عنوان کی. ام. پیتون (انگلیسی: K. M. Peyton) می‌نویسد، نویسندهٔ داستان برای کودکان و نوجوانان اهل بریتانیا است.
او بیش از پنجاه رمان از جمله مجموعه داستان‌های بسیار محبوب فلامباردها در مورد خانواده راسل را نوشته‌است که دوره قبل و بعد از جنگ جهانی اول را در بر می‌گیرد؛ و برای آن مدال کارنگی در سال ۱۹۶۹ از مؤسسه کتابداری و اطلاع‌رسانی و در ۱۹۷۰ جایزه داستان کودکان گاردین، که توسط هیئتی از نویسندگان بریتانیایی کودکان و نوجوانان داوری می‌شود را به دست آورد. در سال ۱۹۷۹، سه‌گانه فلامباردها توسط تلویزیون یورکشایر تحت عنوان یک سریال ۱۳ قسمتی، با بازی کریستین مک‌کنا در نقش کریستینا پارسونز، اقتباس شد.